# Katja Hauser
Katja Hauser (2 maja 1989 w Zurychu) – szwajcarska wioślarka.

## Osiągnięcia
- Mistrzostwa Świata Juniorów – Amsterdam 2006 – dwójka podwójna – 7. miejsce[1].
- Mistrzostwa Świata Juniorów – Pekin 2007 – dwójka podwójna – 14. miejsce[1].
- Mistrzostwa Świata U-23 – Račice 2009 – jedynka – 12. miejsce[1].
- Mistrzostwa Europy – Montemor-o-Velho 2010 – czwórka podwójna – 3. miejsce[1].